# Gorladaku, Hiriyur
Gorladaku là một làng thuộc tehsil Hiriyur, huyện Chitradurga, bang Karnataka, Ấn Độ.